# 서진수 (이종격투기 선수)
서진수(1990년 2월 5일 ~ )는 대한민국의 이종격투기 선수다. 누드보이 서라는 예명으로 래퍼 활동도 하고 있다. 2015년 로드FC 영건스 22로 데뷔했다.

## 방송
- 쇼미더머니 10 (2021) - Top132